# Charles Curtis Snow
Charles Curtis Snow (* 9. März 1945 in San Diego, Kalifornien) ist ein US-amerikanischer Managementforscher.
Snow studierte an der San Diego State University und erhielt dort 1967 einen Bachelor of Science in Business Management. An der University of California, Berkeley erhielt er 1972 einen Ph.D. in Betriebswirtschaftslehre.
Von 1974 bis 2012 war er Professor für Betriebswirtschaftslehre an der Pennsylvania State University. Seit 2012 lehrt er an der BI Norwegian Business School in Norwegen.